# Krzyżowa (Ojców)

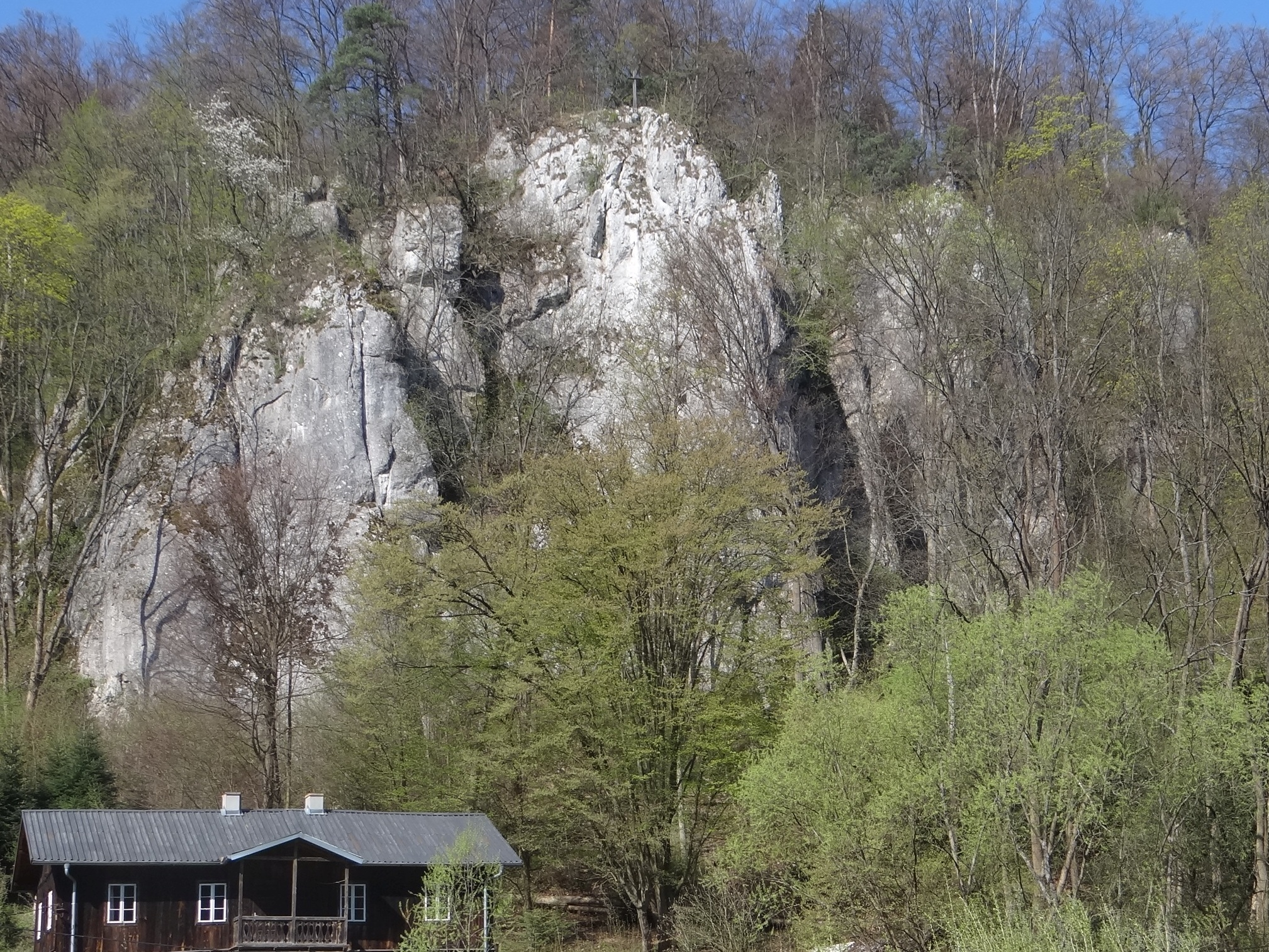

Krzyżowa – skała w miejscowości Ojców, wznosząca się na Złotej Górze, nad prawym brzegiem Doliny Prądnika w Ojcowskim Parku Narodowym. Jest dobrze widoczna z rozszerzenia Doliny Prądnika w okolicach Muzeum Ojcowskiego Parku Narodowego i łatwo rozpoznawalna – znajduje się bowiem na niej drewniany krzyż. Według tradycji ustawiony został podczas powstania styczniowego. Dolina Prądnika odgrywała w tym powstaniu dużą rolę. Chronili się w niej powstańcy, produkowano tutaj proch strzelniczy i była wytwórnia broni dla powstańców.
W Dolinie Prądnika jest jeszcze druga skała Krzyżowa. Wznosi się na lewym brzegu Prądnika, w Prądniku Korzkiewskim nad Domem Pomocy Społecznej braci Albertynów.